# 中央音楽学院
中央音楽学院（ちゅうおうおんがくがくいん、英語: ）は、北京に本部を置く中華人民共和国の音楽大学。1950年創立、1950年大学設置。
芸術系大学で唯一国家重点大学に指定されている。

## 沿革・概要
1950年に南京国立音楽院、燕京大学音楽系、華北大学文芸学院音楽系、国立北平専科学校音楽系、香港中華音楽院、上海中華音楽院、東北魯迅文芸学院音楽系などをもとにして、天津に設立された。1958年に北京に移転。

## 学科
- 作曲系
- 指揮系
- 音楽学系
- 音楽教育系
- ピアノ系
- 管弦系
- 民楽系
- 声楽歌劇系
- 音楽学研究所

## 著名な卒業生
- 趙季平
- 譚盾(タン・ドゥン)
- 郎朗(ラン・ラン)

## 日本における協定校
- 東京藝術大学 音楽学部